# ボクネン美術館
ボクネン美術館（ボクネンびじゅつかん）は、沖縄県北谷町美浜にあった版画家の名嘉睦稔の作品を展示する美術館。2024年（令和6年）6月2日で閉館し、沖縄市にあるプラザハウス内にギャラリーとして移転した。

## 概要
美術館は複合店舗AKARA内にあり、AKARA gallery、BOKUNEN MUSEUMが併設されている。建物は3棟からなり、3次元曲線の赤瓦屋根や曲線的な外壁、ガジュマルの覆う外壁と柱などを特徴とした。全国陶器瓦工業組合連合会と一般社団法人全日本瓦工事業連盟主催の第16回瓦屋根設計コンクールでは佳作を受賞した。
- 構造：RC造一部鉄骨造[4]
- 面積：1,874.22m2[4]
- 使用瓦：陶器瓦[4]

2024年6月2日をもって閉館となった。

## BOKUNEN ART GALLERY
2024年7月20日、ボクネン美術館にかわって沖縄市のプラザハウス3階に「BOKUNEN ART GALLERY（ボクネンアートギャラリー）」がリニューアルオープンした。